# Тамим ибн Хамад ел Тани
Шеик Тамим ибн Хамад ел Тани (арап. تميم بن حمد بن خليفة آل ثاني; Доха, 3. јун 1980) јесте емир Катара. Четврти је син претходног емира, Хамада ибн Халифе. Од 2013. је владар Катара, када је његов отац абдицирао са престола. Био је наследник од 2003. године када се његов старији брат шеик Џасим одрекао права на престо.
Монарх је Катара, који је апсолутна монархија. Учествовао је у подизању међународног профила државе кроз организовање спортских догађаја, а купио је и фудбалски клуб Париз Сен Жермен.

## Детињство, младост и образовање
Рођен је 3. јуна 1980. године у Дохи. Четврти је син шеика Хамада ибн Халифе ел Тани и други син шеике Мозе ибнт Насер ел Миснед, Хамадове друге супруге. Високо образовање је завршио у Енглеској.

## Личне особине и ставови
Познаници га описују као пријатељског, самоувереног и отвореног. Такође је окарактерисан као паметан, опрезан и конзервативан човек. Сматра се да је прагматичар, те да има „одличне односе” и са источним и западним земљама.
Политички аналитичари су очекивали да ће бити конзервативнији и склонији ризику у односу на свог оца. Због блискости са Муслиманским братством, очување националног идентитета заснованог на исламским традиционалним вредностима је био један од његових првих приоритета.